# Famille Melville
Pour les articles homonymes, voir Melville.

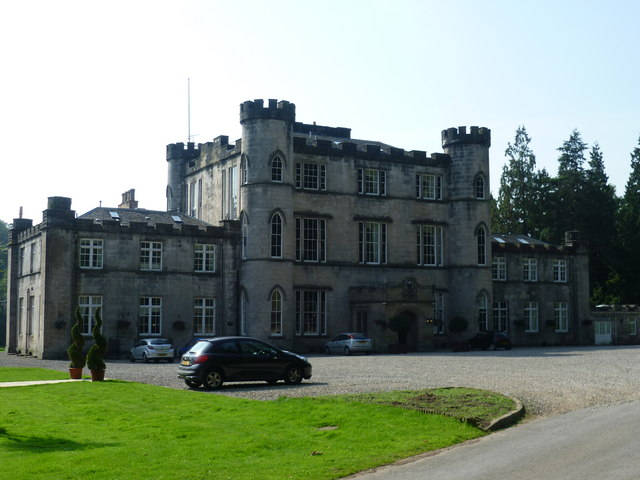
Le château de Melville, qui appartint à la famille jusqu'en 1991 où il fut racheté.

La famille Melville (ou selon les orthographe Melvill ou Melvil) est une famille noble écossaise prenant ses racines dans le XIIe siècle et s'étant étendue sur plusieurs baronnies, dans le Midlothian, Raith, Monimail et Melville dans le Fife, etc.

## Origines

### Racines familiales
Il existe de multiples hypothèses sur les origines de la famille des Melville, dont la confirmation est rendue délicate par le manque de pièces ayant survécu aux siècles.
La famille Melville descendrait d'un compagnon d'arme de Guillaume le Conquérant originaire de Melleville, une petite ville du Pays de Caux en France[réf. souhaitée]. Il se pourrait que ce premier Melville soit Galfrid Melville qui serait parvenu en Écosse vers le XIIe siècle et s'installa dans le Midlothian.
Un Galfrid Melville fut ainsi récompensé en 1162 par le roi Malcolm IV d'Écosse par des terres dans cette région dont il fut fait lord. Que ce Galfrid soit le premier ou un descendant du premier des Melville arrivés en Écosse est débattu. Galfrid était déjà à l'époque détenteur d'une charge importante puisqu'il était shériff du château d'Édimbourg.
Certaines sources indiquent que Galfrid descendrait en réalité d'un certain « Male » (ou d'un « Maleuille ») venant de Normandie qui sous le règne de David Ier s'installa en Écosse et nomma les terres et le manoir où il s'établit Male-ville et donna ce nom de famille à ses enfants,,.
Une dernière hypothèse suggère que la famille ne serait pas d'origine anglo-normande mais hongroise. Ceci serait attesté par un texte gravé sur un monument dans le cimetière de l'église de Glenbervie (en). Plusieurs familles porteraient le nom de Male ou Maleville en Hongrie selon Crawford[Qui ?].

### Développement et acquisitions de la famille
Toujours est-il que les terres qui furent cédées à Galfrid Melville et son fils George avaient appartenu précédemment aux Macbeth, une famille de barons de l'époque de David Ier d'Écosse. Ainsi Galfrid et George se virent confier Liberton et Leadburn.

## Armoiries et insignes de clan
La famille Melville s'étant scindée en de multiples branches, ayant administré des terres différentes et ce sur de nombreux siècles, les armoiries ont évolué et sont difficiles à déterminer.
On note dans (en) A General and Heraldic Dictionary of the Peerage and Baronetage of the British Empire, vol. 2 en 1833, que le blasonnement décrit les Melville et les Leslie, qui à l'époque sont désormais liés en tant que Leslie-Melville. Les armoiries sont alors décrites comme suit :

« Armes des Melville — Écartelé : troisième ar. à fasce, gueu. ; quatrième, gueu. trois croissants dans une bordure, ar., chargée de huit roses du premier.
Cimier — La tête d'un ratch-hound arraché sa.
Support — Dextre un ratch-hound ; Senestre un aigle ; au naturel.
Devise — Denique cœlum.
Armes des Leslie — Écartelé : premier, az., un chardon au naturel surmonté d'une couronne impériale, ou, ((en)) as a coat of concession⇔par un manteau de concession ; ar. sur une bande az. trois boucles or, pour Leslie
Cimier — Un chevalier en armure complète portant dans sa main droite une dague droite au naturel le pommeau et la poignée or.
Support — Deux chevaliers en armure chacun portant dans sa main extérieure la bannière écossaise.
Devise — Pro rege et patria. »

Ce blasonnement donne pourtant un résultat bien différent des armoiries données dans un recueil édité en 1920 par la famille Melvill en mémoire des membres de la famille ayant participé à la Première Guerre mondiale. Les armoiries utilisées en frontispice de l'ouvrage pourraient être décrite comme suit : écartelé, au premier et quatrième argent à fasce de gueule, au deuxième et troisième de gueule à trois croissants dans une bordure d'argent, chargée de huit roses de gueule.
Il est à noter cependant que la devise, « ultra aspicio » est différent des devises précédents des Leslie-Melville.